# أبارث
أبارث (بالإنجليزية: Abarth)‏ هي شركة لصناعة السيارات أنشئت في 1949 في بولونيا بإيطاليا على يد كارلو ألبرتو أبارث.

## التاريخ
قام كارلو ألبرتو أبارث بتأسيس الشركة بالتعاون مع أرماندو سكالياريني في بولونيا في 31 مارس 1949، وفي 9 أبريل 1951 انتقل مقر الشركة إلى تورينو.
بدأ التعاون الشهير بين أبارث وفيات بالسيارة أبارث فيات بيبوستو 1500.
في ستينات القرن الماضي، كانت أبارث ناجحة في مجال سيارات السباق الرياضية، وخاصة في الفئات من 850 سي سي إلى 2000 سي سي، وتنافست مع بورش 904 وفيراري دينو.
في 31 يوليو 1971، قامت فيات بشراء الشركة، وقام إنزو أوسيلا بشراء فريق السباق للشركة، وتحت ملكية فيات، باتت أبارث قسم السباقات لمجموعة فيات كرايسلر، وتحت إدارة مصمم المحركات أوريليو لامبريدي.
أنتجت أبارث سيارات السباق لفيات وكان منها 124 أبارث رالي فيات و131 أبارث، ثم تم دمجها مع سكوادرا كورس لانسيا حيث طورت سيارة لانسيا 037 رالي.
في 1 أكتوبر 1981، اندثرت أبارث وحل محلها شركة فيات أوتو جيزيتون سبورتيفا، وهي فرع من الشركة الأم وحل محلها بعد ذلك فيات أوتو كورس إس بي إيه.
في الثمانينات، استخدمت أبارث كعلامة لتقييم أداء السيارات مثلما حدث مع فيات ريتمو أبارث 125/130 تي سي، واستمر ذلك حتى 2007 حيث عادت أبارث من جديد كعلامة تجارية منفصلة عن فيات عن طريق سيارتي جراند بونتو أبارث وجراند بونتو أبارث إس 2000.
المدير التنفيذي الحالي للشركة هو هارالد ويستر.